# Michal Gašparík
Michal Gašparík (Trnava, 19 dicembre 1981) è un allenatore di calcio ed ex calciatore slovacco, di ruolo centrocampista, tecnico dello Spartak Trnava.

## Statistiche

### Statistiche da allenatore
Statistiche aggiornate al 12 ottobre 2023. In grassetto le competizioni vinte.
| Stagione        | Squadra         | Campionato      | Campionato | Campionato | Campionato | Campionato | Coppe nazionali | Coppe nazionali | Coppe nazionali | Coppe nazionali | Coppe nazionali | Coppe continentali | Coppe continentali | Coppe continentali | Coppe continentali | Coppe continentali | Altre coppe | Altre coppe | Altre coppe | Altre coppe | Altre coppe | Totale | Totale | Totale | Totale | % Vittorie | Piazzamento |
| Stagione        | Squadra         | Comp            | G          | V          | N          | P          | Comp            | G               | V               | N               | P               | Comp               | G                  | V                  | N                  | P                  | Comp        | G           | V           | N           | P           | G      | V      | N      | P      | %          | Piazzamento |
| --------------- | --------------- | --------------- | ---------- | ---------- | ---------- | ---------- | --------------- | --------------- | --------------- | --------------- | --------------- | ------------------ | ------------------ | ------------------ | ------------------ | ------------------ | ----------- | ----------- | ----------- | ----------- | ----------- | ------ | ------ | ------ | ------ | ---------- | ----------- |
| feb.-mag. 2021  | Spartak Trnava  | SL              | 15         | 10         | 2          | 3          | SC              | 1               | 0               | 0               | 1               | -                  | -                  | -                  | -                  | -                  | -           | -           | -           | -           | -           | 16     | 10     | 2      | 4      | 62,50      | Sub, 3°     |
| 2021-2022       | Spartak Trnava  | SL              | 32         | 17         | 9          | 6          | SC              | 8               | 7               | 1               | 0               | UECL               | 6                  | 1                  | 3                  | 2                  | -           | -           | -           | -           | -           | 46     | 25     | 13     | 8      | 54,35      | 3°          |
| 2022-2023       | Spartak Trnava  | SL              | 32         | 15         | 7          | 10         | SC              | 8               | 6               | 2               | 0               | UECL               | 4                  | 2                  | 0                  | 2                  | -           | -           | -           | -           | -           | 44     | 23     | 9      | 12     | 52,27      | 3°          |
| 2023-2024       | Spartak Trnava  | SL              | 14         | 8          | 3          | 3          | SC              | 3               | 3               | 0               | 0               | UECL               | 11                 | 3                  | 3                  | 5                  | -           | -           | -           | -           | -           | 28     | 14     | 6      | 8      | 50,00      |             |
| Totale carriera | Totale carriera | Totale carriera | 93         | 50         | 21         | 22         |                 | 20              | 16              | 3               | 1               |                    | 21                 | 6                  | 6                  | 9                  |             | -           | -           | -           | -           | 134    | 72     | 30     | 32     | 53,73      |             |

## Palmarès

### Giocatore

#### Competizioni nazionali
- 2. Liga: 1

Spartak Trnava: 2000-2001

### Allenatore

#### Competizioni nazionali
- Coppa di Slovacchia: 3

Spartak Trnava: 2021-2022, 2022-2023, 2024-2025